# Cacilheiro

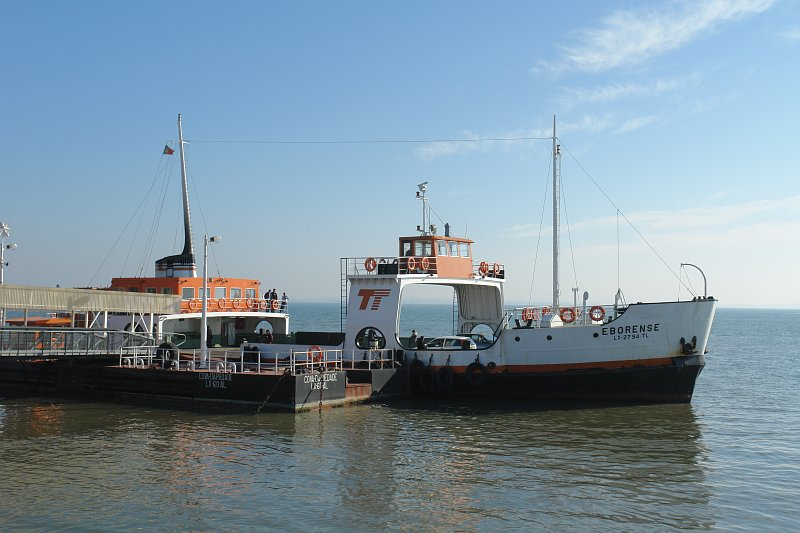
Fähre Eborense von 1953

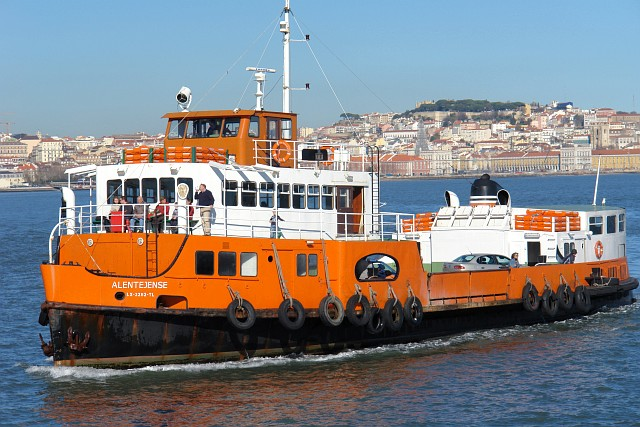
Frühere Fähre Alentejense von 1957

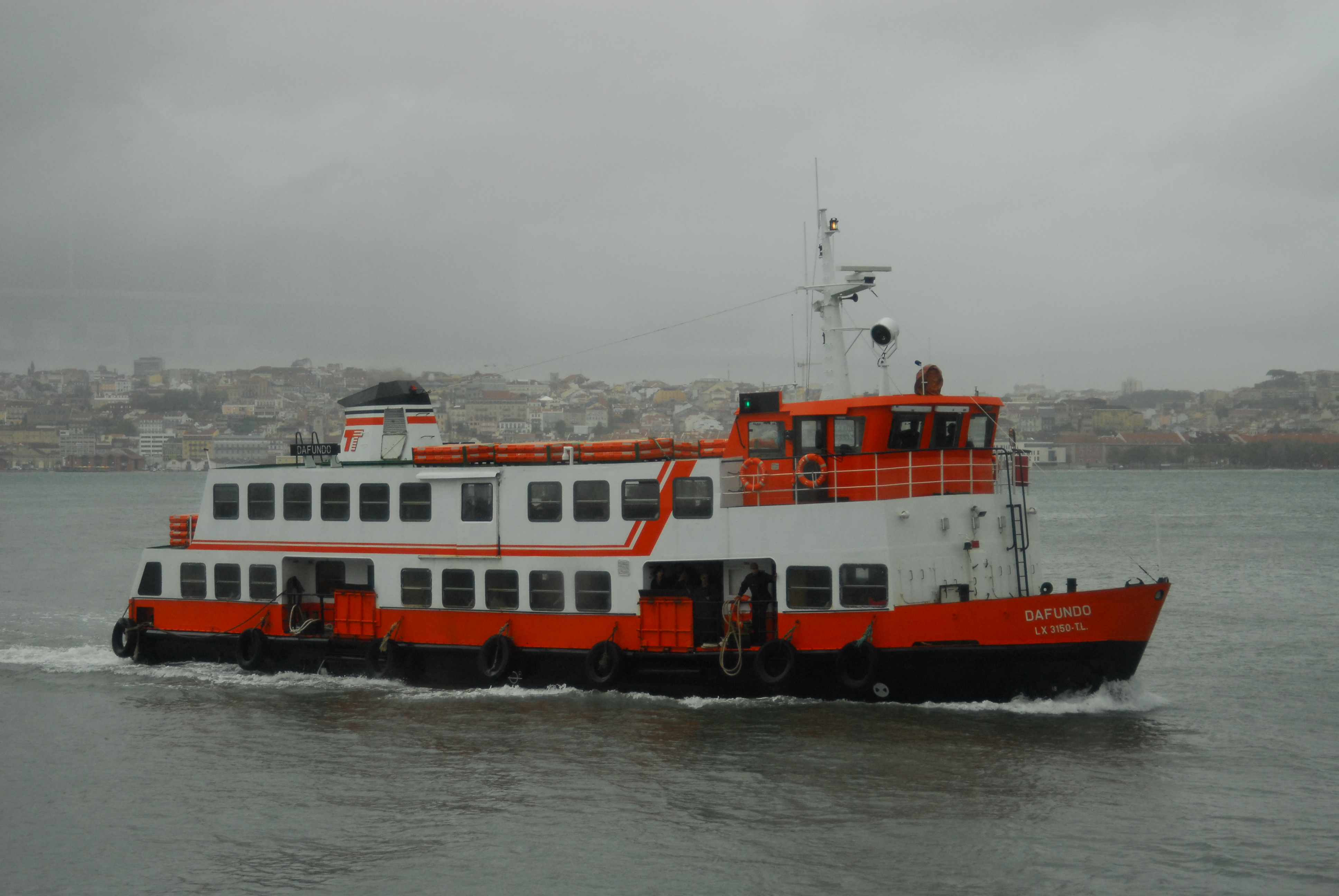
Fähre Dafundo

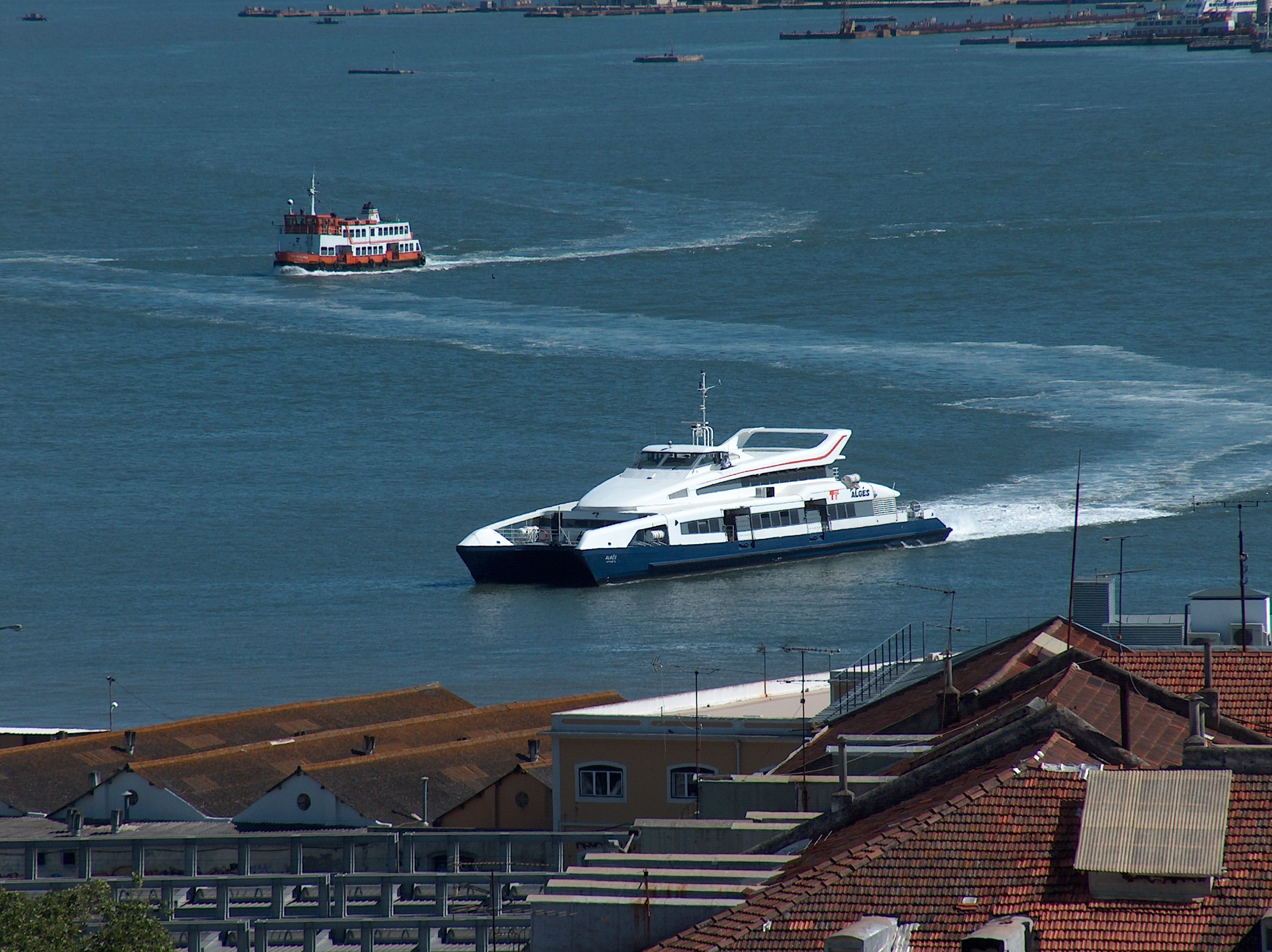
Katamaranfähre und altes Fährboot

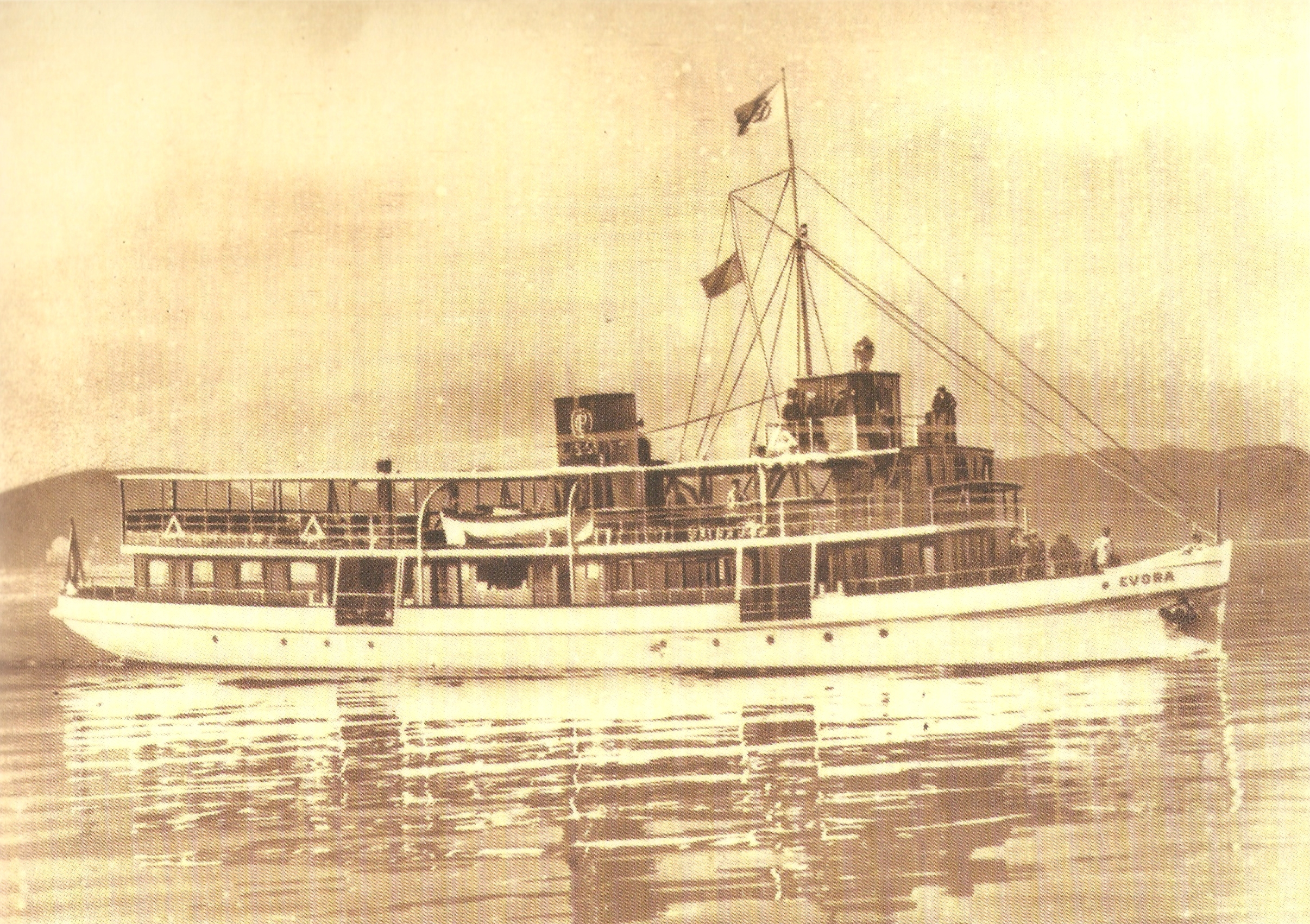
Fähre Évora im Jahr 1931

Als Cacilheiros werden in Portugal die Fähren bezeichnet, die Lissabon mit dem Südufer des Tejo verbinden. Der Name ist eine Ableitung des Stadtnamens Cacilhas, wo sich frühe Anlegestellen für die Pendler befanden.

## Bedeutung der Fährverbindungen
Die Bedeutung der Cacilheiros stammt aus der Zeit vor dem Bau der Brücke Ponte 25 de Abril. Bevor diese 1966 zwischen dem Lissabonner Stadtteil Alcântara und der Stadt Almada eröffnet wurde, bildeten die Fähren über den Tejo die einzige Verbindung zwischen dem Nord- und dem Südufer des Flusses.
Die Cacilheiros – auch in Portugal oft als „ferry“ bezeichnet – galten als fester Bestandteil des portugiesischen Eisenbahnnetzes und heute des Öffentlichen Personennahverkehrs. Sie verbinden auf der Lissabon Seite Belém, Cais do Sodré und Terreiro do Paço mit den am Südufer liegenden Gemeinden Porto Brandão, Trafaria, dem namensgebenden Cacilhas, Seixal, Montijo sowie Barreiro.
Das heutige Betreiberunternehmen, die Transtejo & Soflusa, unterhielt 2019 sechs Terminals und drei Stationen, setzt auf seinen fünf Linien 28 Schiffe ein und hat 2018 rund 17,7 Millionen Fahrgäste befördert.

## Geschichte und Schiffe
Die ersten regelmäßigen Fährverbindungen zwischen den beiden Ufern wurden in der zweiten Hälfte des 19. Jahrhunderts aufgenommen. Eingesetzt wurden zunächst Schaufelraddampfer wie die Porto Brandão. Über den Personentransport hinaus wurde das Angebot im Laufe der Zeit erweitert: 1903 wurden die ersten Fahrzeuge befördert und 1907 fanden die ersten Ausflugsfahrten statt, die vom Cais do Sodré nach São Julião da Barra führten. Sie beinhalteten bereits ein Musikprogramm sowie ein Büfett.
Im Jahr 1975 gab es fünf private Unternehmen, die Sociedade Marítima de Transportes, die Empresa de Transportes Tejo, die Sociedade Nacional de Motonaves, die Sociedade Jerónimo Rodrigues Durão sowie die Sociedade Damásio, Santos e Vasques. Sie wurden in diesem Jahr – wie die gesamte Wirtschaft des Landes – verstaatlicht, wodurch das derzeitige Betreiberunternehmen, die Transtejo & Soflusa, entstand.
Viele Cacilheiros der Transtejo waren lange Zeit markant orange-weiß lackiert, was zu einem Markenzeichen der Boote wurde. Heute sind die Katamaran-Schnellfähren blau-weiß gehalten. Im Laufe der Jahrzehnte sind die Schiffe selbst Berühmtheiten geworden, wie etwa die Évora aus dem Jahr 1931, die als erstes portugiesisches Schiff einen Dieselmotor verwendete und die Passagiere nicht mehr verrußte. Heute zählen zu den bekanntesten Fotomotiven die „Oldtimer“ Eborense aus dem Jahr 1953 und lange Zeit auch die frühere Alentejense aus dem Jahr 1957.